# بودا بوتیستا
بودا بوتیستا (انگلیسی: Buda Bautista؛ زادهٔ ۱۵ اوت ۱۹۷۳) بازیکن فوتبال اهل فیلیپین است.
وی همچنین در تیم ملی فوتبال زنان فیلیپین بازی کرده‌است.